# Classe Explorer
Les deux sous-marins de classe Explorer sont des bateaux expérimentaux construits pour la Royal Navy afin de tester un système de propulsion basé sur l'emploi du peroxyde d'hydrogène pour atteindre une autonomie élevée et une grande vitesse.

## Conception
L'Allemagne nazie avait commencé à expérimenter cette technologie des sous-marins anaérobies au début de la Seconde Guerre mondiale et avait construit quelques sous-marins. L'un d'eux, le U-1407 qui avait été sabordé à la fin de la guerre, a été récupéré et remis en service sous le nom de HMS Meteorite. Deux unités ont été commandées en utilisant la coque de classe Porpoise. Lorsque les États-Unis développèrent le réacteur nucléaire, ce projet fut purement abandonné.

## Les sous-marins de classe Explorer
- HMS Explorer (S30) : lancé le 5 mars 1954, actif en 1958 et démoli en mars 1962
- HMS Excalibur : lancé le 25 février 1955, actif en 1958 et démoli en 1968.